# Gaetano De Lai
Gaetano De Lai, italijanski rimskokatoliški duhovnik, škof in kardinal, * 26. julij 1853, Malo, † 24. oktober 1928.

## Življenjepis
16. aprila 1876 je prejel duhovniško posvečenje.
25. junija 1903 je postal protajnik Zbora Rimske kurije, 11. novembra istega leta pa polni tajnik.
16. decembra 1907 je bil povzdignjen v kardinala in imenovan za kardinal-diakona S. Nicola in Carcere.
20. oktobra 1908 je postal tajnik Svete konsistorialne kongregacije.
27. novembra 1911 je bil imenovan za kardinal-škofa Sabine in 17. decembra istega leta je prejel škofovsko posvečenje.
7. avgusta 1924 je postal apostolski administrator škofa Poggio Mirteta in 3. junija 1925 je postal kardinal-škof Sabine e Poggio Mirteta.